# يمامة السلحفاة الملغاشية
يمامة السلحفاة الملغاشية (الاسم العلمي: Nesoenas picturatus)، هي نوع من طيور اليمام والحمام المنتمية إلى فصيلة الحماميات. توجد في إقليم المحيط الهندي البريطاني وجزر القمر ومدغشقر وموريشيوس ومايوت ولا ريونيون وسيشيل.